# Nyelvváltozat
A szociolingvisztikában a nyelvváltozat terminus egy adott nyelv olyan ágát nevezi meg, amely egységes és specifikus nyelvi rendszert képez, és amelyet nyelvészeten kívüli kritériumok szerint elkülönített beszélők csoportja használ. Az amerikai szociolingvisztikában bevezették a lektus (< görög lektosz ’kiválasztott; szó, kifejezés’) terminust is a nyelvváltozat megnevezésére, amely összetett szavak második elemeként is használt különféle változatok elnevezésében: idiolektus (egyéni változat), dialektus (területi változat), szociolektus (társadalmi változat) stb. Főleg az amerikai szociolingvisztikában a „dialektus” terminust „nyelvváltozat” jelentéssel is használják, olyan szókapcsolatokban, mint „egyéni dialektus”, „regionális dialektus”, „társadalmi dialektus” stb.

## Nyelvváltozat-típusok

### Idiolektus
Az idiolektus az egyén életének egy bizonyos időszakában létező nyelvhasználatában található nyelvi vonások összessége. Eszerint egy személynek több, az életében egymást követő idiolektusa van. Ez az egyedüli nyelvi realitás, amelyet rögzíthetnek a dialektológiai és a szociolingvisztikai kutatások. A többi nyelvváltozat valójában olyan absztrakció, amely nagy számú idiolektusok elemzésének az eredménye.
Az idiolektusok egyéni jellege különösen szépirodalmi művekben észlelhető, a szerzők személyes stílusaként.

### Dialektus
Hagyományosan és szokásosan egyes nyelvek nyelvészetében, mint a magyar is, a dialektus vagy nyelvjárás földrajzilag elkülönített, tehát területi (regionális) nyelvváltozat.
Általában úgy tekintik, hogy a dialektus hierarchikusan felépülő rendszer része. Fölérendeltje a nyelv és vannak egyre kisebb alárendeltjei. Ezek tekintetében a nézetek az adott nyelv nyelvészetétől, de nyelvésztől függően is különböznek. Például Király 2007 szerint a magyar nyelvben vannak nyelvjárási régiók, amelyek nyelvjáráscsoportokra oszlanak, ezek pedig helyi nyelvjárásokra. Az utóbbiak korlátozódhatnak két vagy három közel fekvő kisközségre, egyetlen településre, sőt, egy-egy településen több nyelvjárás is lehet.

### Szociolektus
A szociolektus olyan nyelvváltozat, amely nem egyéni és nem területi. Meghatározásai különböznek aszerint, hogy milyen beszélői csoportokra vonatkoztatják. Egyes nyelvészek társadalmi osztályokra korlátozzák (felső társadalmi osztályok, középosztály, munkásosztály stb.), és ebben az esetben a meghatározás pontosan felel meg a terminusnak. Más nyelvészeknél a terminus konvencionálissá válik, mivel egyéb beszélők csoportjaira is vonatkozik: folglalkozásiakra, szakmaiakra és korosztályiakra. A magyar nyelvészetben hagyományosan a csoportnyelv és a rétegnyelv terminusokat használták, amelyek részben megfelelnek a szociolektus terminusnak. A szociolektusoknak több típusa létezik.

#### Nyelvi regiszterek
A nyelvi regiszterek olyan nyelvváltozatok, amelyeket a beszélők iskolázottsági szintjüktől függően bírnak. Ez bizonyos mértékben attól függ, hogy melyik társadalmi réteghez tartoznak. Például a francia nyelvészetben megkülönböztetik a sztenderd nyelvváltozat szokásos regiszterét és választékos regiszterét, amelyet az iskolai rendszerben sajátítanak el; a népi regisztert, amely azoké, akik nem bírják legalább a szokásos regisztert; a fesztelen regisztert, amelyiket bírják azok, akik legalább a szokásost is elsajátították.

#### Stílusok
Hagyományosan egyes nyelvészetekben, mint a magyar, nincs szó a francia nyelvészet értelmében vett nyelvi regiszterekről, hanem stílusokról, amelyeket az ún. irodalmi nyelvre, más terminussal a sztenderd nyelvváltozatra korlátoznak. Például Zsemlyei 2009 két stíluskategóriát különböztet meg. Az írott változat stílusai közé a tudományost, a hivatalost, a publicisztikait és a szépirodalmit sorolja, a beszélt nyelv két fontosabb stílusának pedig a szónokit és a társalgásit tekinti.

#### Szaknyelvek
Ezeket a nyelvváltozatokat a fenti értelemben vett tudományos stílus jellemzi. Általában szaknyelveknek nevezik a tudományos, a műszaki, a gazdasági, a politikai stb. területek nyelveit, amelyek terminológiáikban különböznek a köznyelvtől, de nyelvtani rendszerük a sztenderd nyelvváltozaté, bizonyos jellegzetességekkel.

#### Argó, szleng és zsargon
Bővebben: Tolvajnyelv, Szleng, Zsargon
A francia argot ’argó’ és jargon ’zsargon’, valamint az angol slang ’szleng’ terminusokat több nyelv nyelvészete vette át. Olyan szociolektustípusokat neveznek meg, amelyek közös vonása az, hogy nem sztenderd változatok, egy bizonyos beszélőkategória használja őket és a rajta kívül állók nem értik. Kettesével tekintve őket egyéb átfedések is találhatók közöttük, ezért nagy különbségek vannak nyelvészek között meghatározásukat illetően. Egyesek mindhárom terminust szinonimáknak tekintik, mások csak kettőt, például az argót és a szlenget, arra utalva, hogy ugyanaz a meghatározásuk található meg a franciában, illetve az angolban, megint mások, például az orosz nyelvészetben zsargonnak nevezik azt, amit mások argóként vagy szlengként írnak le.
A magyar nyelvészetben mindhárom terminus jelen van. A szlenget egyesek azonosnak tekintik az argóval, mások megkülönböztetik a kettőt, a szlenget vagy nagyvárosi, argó elemekkel feltöltődött köznyelvnek tartják, vagy csak a fiatalok által használt, érzelmi töltetű szókincset tartalmazó változatnak. A zsargont többen olyan nyelvváltozatnak tekintik, amelynek célja a használói összetartozásának, esetleg tudatos elkülönülésének vagy beavatottságának az érzékeltetése, és mint ilyen, a többi két szociolektustípust is magában foglalja.
E három terminuson kívül csoportok szerintiek is vannak: „jassznyelv”, „vagánynyelv”,„tolvajnyelv”, mint az „argó” szinonimái, továbbá „ifjúsági nyelv”, „diáknyelv”, „hobbinyelv”, „iparosnyelv”, „bakaduma”, „szakzsargon” stb.
A francia nyelvészetben és a románban csak az „argó” és a „zsargon” terminusokat használják. Az utóbbiban a következő különbségtétel jelenik meg: az argó használói nyelvükkel szemben állnak a konvenciókkal (pl. diákok), és ilyen beszélők egyes csoportjai arra törekednek, hogy kívülállók ne értsék meg beszédüket (pl. bűnözők), miközben a zsargon nem titkos nyelv, és nem is konvencióellenes, bár egyes csoportok a társadalom többi tagjaitól való elkülönülésükre használják (pl. felső társadalmi csoportok), de más csoportoknak nincs ilyen szándékuk (pl. szakemberek).
Ilyen nyelvváltozatot használó csoportok nagyon sokfélék. Például a cseh és a szlovák nyelvészetben vannak tanulmányok 68 csoportéról: a bűnözők, a rabok (marginális társadalmi csoportok), a fiatalok (életkor szerinti csoport) a tanulók, az egyetemisták (életkor és foglalkozás szerinti csoportok), a gyógyszerészek, az orvosok (értelmiségi szakmák), a fazekasok, a pékek (mesterségek), a képzőművészek, a zenészek (művészetek), a sörgyári dolgozók, a postai alkalmazottak (foglalkozások), a kártyajátékosok, a vadászok (hobbik) stb. nyelvváltozatáról. Mindezeket ezekben a nyelvészetekben szlengeknek nevezik. A francia nyelvészetben egyesek mindet argónak, mások a szakmák és a foglalkozások változatait zsargonoknak nevezik. Ezzel szemben az orosz nyelvészetben egyesek mindet zsargonnak hívják.

#### Etnolektusok
Egyes nyelvészek a szociolektusok közé sorolják az ún. etnolektusokat is, amelyek etnikumok által használt nyelvváltozatok. Ilyenek például a Black English ’fekete angol’ tetőelnevezés alatt említettek, amelyeket az észak-amerikai afrikai eredetű rabszolgák leszármazottai beszélnek.

## Nyelvváltozatok közötti kapcsolatok

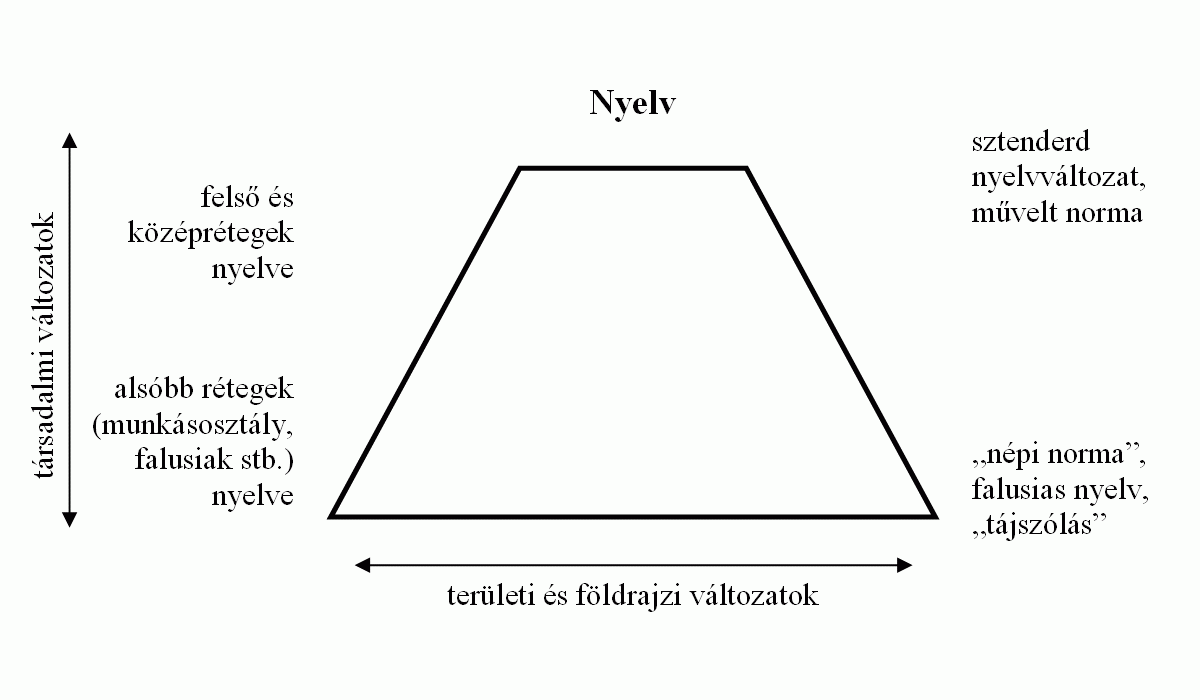
A nyelvváltozatok kapcsolatát ábrázoló piramis

Egy nyelv összes változata kontinuumot alkot, nincs közöttük éles határ. Összetett kapcsolatrendszer köti őket össze, amelyeket két szempontból lehet tekinteni. Az egyik a nyelvi vonásaikra, a másik a használatukra vonatkozik.

### Nyelvi kapcsolatok
Egy adott nyelv fő vonásai közösek az összes változatban. Ezeken kívül a változatok egyéb kisebb-nagyobb átfedéseket is mutatnak két vagy több egyazon vagy különböző típusú változat között, valamint kölcsönhatásokat vagy nem kölcsönöseket.
Átfedések vannak nyelvi regiszterek és más szociolektusok között. Például a sztenderd szaknyelvek grammatikája a szokásos regiszteré vagy a választékosé, másként mondva a tudományos stílus az ún. irodalmi nyelvhez tartozik, a nem sztenderd argók, szlengek és zsargonok grammatikája pedig a népi regiszteré vagy a fesztelené.
A területi változatok általában földrajzi dialektuskontinuumot képeznek, két szomszédos dialektus között átmeneti sáv van.
Azon nyelvek esetében, amelyeknek van sztenderd változatuk, ez rendszerint az egyik dialektus alapján lett kidolgozva, a többi dialektusból is átvett elemekkel. A dialektusok hatnak a sztenderdre olyan szavakkal, amelyek az előbbiekből az utóbbiba kerülnek, de a sztenderd hatása a dialektusokra sokkal nagyobb. Ezek egyesülési tendenciát mutatnak, mind a köznyelvhez közeledve. Ebben a folyamatban átmeneti nyelvhasználati sávok keletkeznek a dialektusok és az általános beszélt köznyelv között, amelyeket a magyar nyelvészetben regionális köznyelveknek, a románban pedig „interdialektusok”-nak neveznek.
Mivel a szépirodalom nyelve nagyon változatos, stiláris funkcióval bevon regionalizmusokat, amikor írók couleur locale-t (helyi ízt) akarnak adni egy bizonyos régió falusi környezetében zajló történésnek, illetve szlengszavakat, amikor szlenget beszélő környezetet ábrázolnak.
Vannak átfedések dialektusok és nem sztenderd szociolektusok között is. Szociolektusnak területi jellege is lehet, például a franciaországi argók erre az országra korlátozottak, a belgiumi francia ajkú tanulók vagy egyetemisták argói különböznek a franciaországi megfelelőiktől.
A sztenderd nyelvváltozatot egyéb szociolektusok is befolyásolják. A szaknyelvekből folyamatosan kerülnek szavak a szokásos regiszterbe. Nem sztenderd szociolektusok is hatnak a köznyelvre. Például a francia bűnözők argójából szavak mennek át előbb a népi regiszterbe, majd a fesztelenbe, vagy közvetlenül az utóbbiba, és egyesek a szokásos regiszterbe kerülnek.
Egyes szakterületeknek főleg írott sztenderd szaknyelvük is, és szóbeli szakzsargonjuk is van. Az utóbbit az jellemzi, hogy szakemberek egymás közötti szóbeli kommunikációjában keveredik a szakterület terminológiája csak a beszédben használt szavakkal. A szakzsargonok a szlengekre hasonlítanak a szóképzés és a grammatika terén.

### Nyelvváltozatok és használóik
Nyelvváltozatok úgy is lehetnek kapcsolatban egymással, hogy egyazon beszélő használja őket. Olyan személy, akinek elegendő az iskolai végzettsége ahhoz, hogy bírja a szokásos regisztert és a választékosat, hozzá tudja igazítani nyelvhasználatát azokhoz a beszédhelyzetekhez, amelyekbe kerül, például a fesztelen regisztert használva barátaival, a szokásosat egy hivatalban, és a választékosat, ha előadást tart. Ha egy ilyen képzettségű beszélő gyerekként az anyanyelve egyik dialektusát tanulta meg, ezt is használhatja a szülőfaluja lakóival. Ha a beszélőnek sztenderd szaknyelvvel rendelkező szakmája van, ezt használhatja szakmai jellegű írásban, a szakma zsargonját pedig beszélheti kollégáival. A szociológiában úgy mondják, hogy az ilyen beszélők diglossziát gyakorolnak.